# Alatna (fiume)
L'Alatna è un fiume di 300 km dell'Alaska.

## Geografia
Il fiume trae la sua origine dal Lago Gaedake nelle Endicott Mountains e sfocia nel fiume Koyukuk di cui è tributario.